# اوامر مافوق

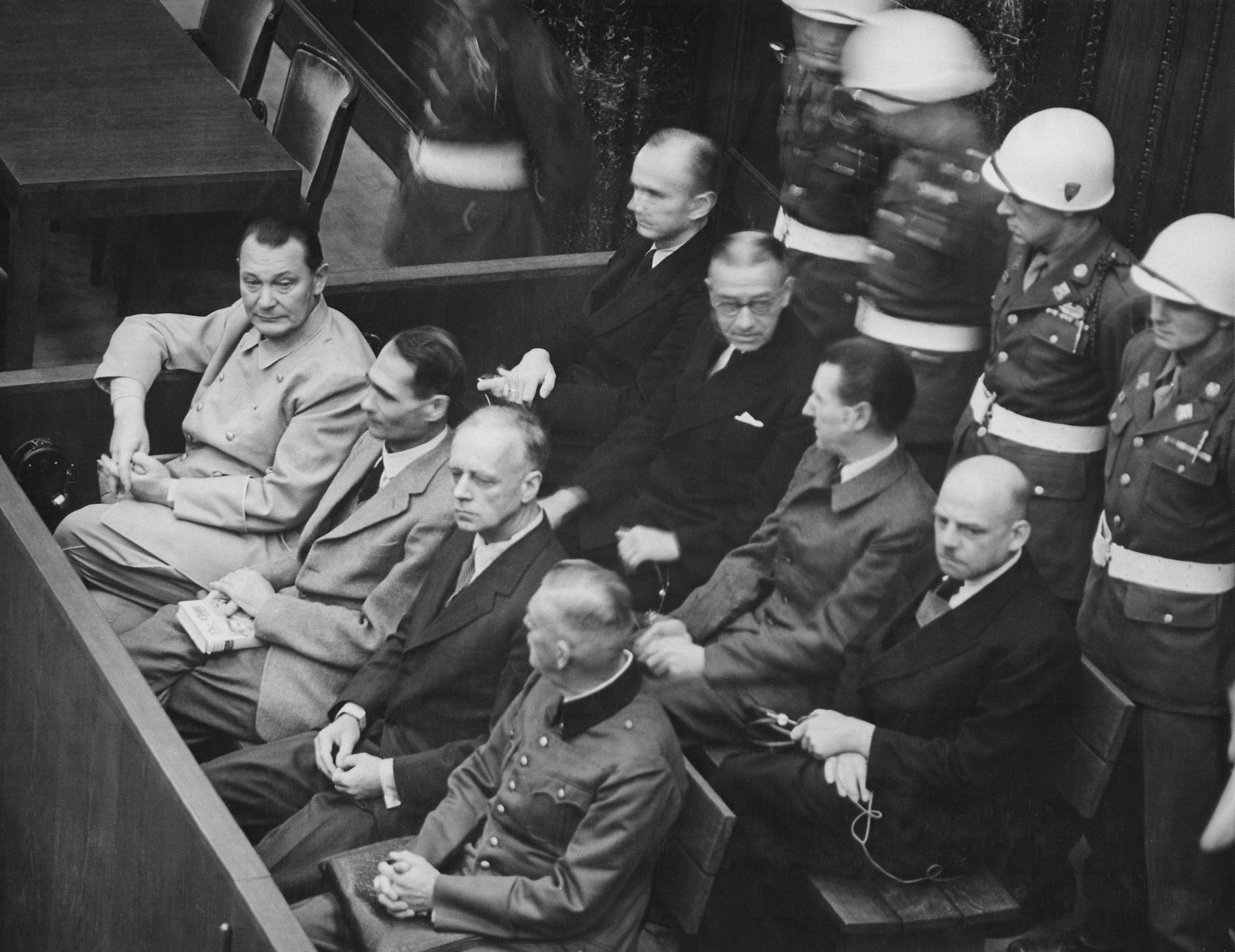
متهمان در جلسات دادگاههای نورنبرگ

اوامر مافوق (انگلیسی: Superior orders) که اغلب به عنوان دفاع نورنبرگ شناخته شده می‌شود و یا با عبارت  آلمانی Befehl IST Befehl ( "دستور دستور است") مورد بررسی قرار می‌گیرد نوعی مدافعه در یک دادگاه قانونی است که یک فرد، چه یک عضوی از ارتش ، مجری قانون ، یک نیروی اطفا حریق ، یا غیرنظامیان ، نباید به علت اطاعت از اوامری که توسط یک افسر یا مقام برتر به آنها دستور داده شده است مورد محاکمه قرار بگیرند.  
این نوع از مدافعه اغلب به عنوان مکملی برای مسئولیت فرماندهی در نظر گرفته می شود. 